# 가천로 (성주군)
 가천로(Gacheon-ro)는 경상북도 성주군 가천면 가천삼거리 와 성주군 금수강산면 신성사거리를 잇는 137.5km 도로이다.

## 주요 경유지
경상남도
- 성주군 (가천면 . 금수강산면)

## 노선
| 이름          | 접속 노선                 | 소재지 | 소재지     | 비고 |
| ------------- | ------------------------- | ------ | ---------- | ---- |
| 신성삼거리    | 국도 제30호선 (성주로)    | 성주군 | 금수강산면 |      |
| 신성교        |                           | 성주군 | 금수강산면 |      |
| 창천교        |                           | 성주군 | 가천면     |      |
| 창천제1교     |                           | 성주군 | 가천면     |      |
| 창천삼거리    | 지방도 제905호선 (창금로) | 성주군 | 가천면     |      |
| 가천삼거리    | 참별로                    | 성주군 | 가천면     |      |
| 참별로와 직결 |                           |        |            |      |

## 주요 건물 및 시설
- 농협 서부농협주유소 (가천로 29/창천리 424-2)
- 가천보건지소 (가천로 33/창천리 422-4)
- 가천초등학교 (가천로 52/창천리 574)
- 농협 서부농협 본점 (가천로 58/창천리 603)
- 상주 새마을금고 가천지점 (가천로 62/창천리 605-1)
- 가천면 행정복지센터 (가천로 63/창천리 514)
- 가천파출소 (가천로 73/창천리 533)
- 가천카서비스 (가천로 99/창천리 1242-24)